# برونو مینو
برونو مینو (انگلیسی: Bruno Mignot؛ زادهٔ ۱۵ آوریل ۱۹۵۸) بازیکن فوتبال اهل فرانسه است.
از باشگاه‌هایی که در آن بازی کرده‌است می‌توان به باشگاه فوتبال باستیا اشاره کرد.